# Sciapus abbreviata
Sciapus abbreviata är en tvåvingeart som först beskrevs av Becker 1922.  Sciapus abbreviata ingår i släktet Sciapus och familjen styltflugor. Inga underarter finns listade i Catalogue of Life.